# Shllak
Shllak è una frazione del comune di Vau i Dejës in Albania (prefettura di Scutari).
Fino alla riforma amministrativa del 2015 era comune autonomo, dopo la riforma è stato accorpato, insieme agli ex-comuni di Bushat, Hajmel, Temal e Vig Mnelë a costituire la municipalità di Vau i Dejës.
Shllak diede i natali al poeta, scrittore, presbitero Bernardino Palaj (1894-1946).

## Località
Il comune è formato dall'insieme delle seguenti località:
- Vukjakaj-Gegaj
- Palaj -Gusht
- Bene
- Kroni i Madh
- Barcolle
- Vukaj
- Uk-Bibaj